# Nozawa Taishi Brandon
Nozawa Taishi Brandon (sinh ngày 25 tháng 12 năm 2002) là một cầu thủ bóng đá người Nhật Bản.

## Sự nghiệp câu lạc bộ
Nozawa Taishi Brandon hiện đang chơi cho FC Tokyo.